# Brampton with Stoven
Brampton with Stoven – civil parish w Anglii, w Suffolk, w dystrykcie East Suffolk. W 2011 civil parish liczyła 427 mieszkańców.